# Loránd Gáspár
Pour les articles homonymes, voir Gaspar.
Dans le nom hongrois Gáspár Loránd, le nom de famille précède le prénom, mais cet article utilise l’ordre habituel en français Loránd Gáspár, où le prénom précède le nom.
Loránd Gáspár, né à Târgu Mureș en Transylvanie orientale le 28 février 1925 et mort le 9 octobre 2019 à Paris,, est un poète, médecin, historien, photographe et traducteur français d’origine hongroise.

## Biographie
Déporté durant la Seconde Guerre mondiale, Loránd Gáspár se réfugie en France où il fait des études de médecine. Chirurgien de l’hôpital français de Jérusalem de 1954 à 1970, il pratique ensuite au CHU Charles-Nicolle à Tunis de 1970 à 1995. 
Médecine et écriture sont intimement liées dans l’œuvre de Gaspar, tout comme dans la vie de l’homme. Nombre de ses créations évoquent ce lien à la fois invisible et indestructible qui unit le médecin au poète.[Interprétation personnelle ?]
Son premier recueil, Le Quatrième État de la matière, publié chez Flammarion en 1966 reçoit le prix Guillaume-Apollinaire en 1967. Par la suite son œuvre sera couronnée de multiples prix. En 1998, il reçoit le prix Goncourt de la poésie pour l’ensemble de son œuvre.
Il fonde et codirige, avec Jacqueline Daoud (née Jacqueline Gutmann, elle est la sœur de Jean Babilée ; elle deviendra la seconde épouse de Loránd Gáspár) et Salah Garmadi, la revue tunisienne Alif éditée par la maison d'édition Cérés dont douze numéros paraîtront entre 1970 et 1982 .
Loránd Gáspár s'intéresse également au domaine des neurosciences et a publié en 2008 un ouvrage en collaboration intitulé L’intelligence du stress. De 2002 à 2008, il a collaboré avec l’Institut de médecine environnementale (IME) dans la recherche cérébrale aux côtés de Jacques Fradin, Camille Lefrançois, Frédéric Le Moullec, et a écrit de nombreux articles concernant la vision neuro-cognitive. [Interprétation personnelle ?]

### Famille
Marié à Francine Gaspar (artiste peintre), Loránd Gáspár a trois enfants : François Gaspar (1951-2011, metteur en scène connu sous le nom de François Abou Salem), Patricia Gaspar (neurobiologiste) et Stéphane Gaspar (dentiste).

## Citations
- « La médecine tend à prendre toute la place dans mon quotidien, elle s’insinue jusque dans le sommeil. On ne négocie pas avec l'urgence. Mais plus on est bousculé, plus il est impérieux de s'arrêter, de regarder, de s’aérer. Le temps de noter une idée, un étonnement. Ces feuilles me sont une façon de respirer. » (Feuilles d’observation)
- « Et si les mots s’avèrent parfois impuissants à communiquer un moment de « vraie vie », à faire partager ce qui nous est apparu comme une connaissance vive, puissent-ils du moins témoigner d'un immense désir de lumière partageable. » (Feuilles d’observation)
- « L'homme est un miracle dont la vie sur Terre jamais peut-être ne guérira. » (Approche de la parole)

## Publications
- Le Quatrième État de la matière, Paris, Flammarion, 1966, prix Guillaume-Apollinaire, 1967
- Gisements, Paris, Flammarion, 1968.
- Histoire de la Palestine, Paris, Maspero, 1968 et 1978.
- Palestine, année zéro, Paris, Maspero, 1970.
- Sol absolu, Paris, Gallimard, 1972.
- Approche de la parole, Paris, Gallimard, 1978.
- Corps corrosifs, Fata Morgana, 1978.
- Égée suivi de Judée, Paris, Gallimard, 1980. Prix Broquette-Gonin (littérature) de l’Académie française 1981
- Sol absolu, Corps corrosifs et autres textes, avec un essai d’autobiographie, Paris, Gallimard, 1982, 224 p.,  (ISBN 2-07-03-2229-7)
- Amandiers, Gentilly, Hofer, 1980, avec huit estampilles d'Étienne Hajdu.
- Feuilles d'observation, Paris, Gallimard, 1986.
- Carnets de Patmos, Cognac, Le temps qu'il fait, 1991.
- Égée, Judée, suivi d’extraits de Feuilles d’observation et de La maison près de la mer, Paris, Gallimard, 1993.
- Apprentissage, Paris, Deyrolle, 1994.
- Carnets de Jérusalem, Cognac, Le temps qu'il fait, 1997.
- Arabie heureuse, Paris, Deyrolle 1997.
- Patmos et autres poèmes, Paris, Gallimard, 2001.
- Approche de la lumière/Közelítés a fényhez/Abordarea luminii. Avec un essai de/Az utószót írta/Cu un eseu de András Visky, Kolozsvár/Cluj-Napoca, Koinónia, 2008.
- Derrière le dos de Dieu, Paris, Gallimard, 2010. Prix Heredia de l’Académie française 2011.
- Feuilles d’hôpital, Genève, Héros-Limite, 2024 (posthume).

### Traductions
Loránd Gáspár a traduit D.H. Lawrence, Rainer Maria Rilke, Georges Séféris…, plusieurs poètes hongrois, notamment Janos Pilinszky.
- Rainer Maria Rilke, Les élégies de Duino, suivi de Les sonnets à Orphée, traduction de Loránd Gáspár, dans R. M. Rilke, Œuvres, t. 2, Seuil, Paris, 1972.
- D.H. Lawrence, Sous l’étoile du chien, Loránd Gáspár (trad.) avec Sarah Clair, Paris, Orphée/La Différence, 1989.
- János Pilinszky, Poèmes choisis, Loránd Gáspár (trad.) avec Sarah Clair, Paris, Gallimard, "Du monde entier", 1982.
- János Pilinszky, KZ-Oratorio et autres pièces, Loránd Gáspár (trad.) avec Sarah Clair, Paris, Obsidiane, "théâtre", 1983.
- János Pilinszky, Trente poèmes, Loránd Gáspár (trad.) et Sarah Clair, éditions de Vallongues, 1990.
- János Pilinszky, Entretiens avec Sheryl Sutton, Loránd Gáspár (trad.) et Sarah Clair, éditions de Vallongues, 1994.
- Sandor Weores, Dix-neuf poèmes, Loránd Gáspár, Bernard Noël et Ibolya Virag (trad.), L'Alphée, 1984.
- János Pilinszky, Loránd Gáspár (trad.) et Sarah Clair, Trois autels et autres récits, éditions de Vallongues, 1998.
- Otto Tolnai (hu), L'ombre de Miquel Barcelo, Loránd Gáspár (trad.) avec Sarah Clair, L'Entretemps, 2006  (ISBN 9782912877680).